# Diocèse d'Urgell
Le diocèse d'Urgell (en latin : dioecesis Urgellensis ; en catalan : diòcesi d'Urgell ; en espagnol : diócesis de Urgel ; en occitan : diocèsi d'Urgèl) est une Église particulière de l'Église catholique en Espagne et en Andorre, situé dans l'ouest de la Catalogne, ayant son siège à la cathédrale Sainte-Marie de La Seu d'Urgell.
Érigé au IVe siècle, le diocèse d'Urgell est un diocèse historique des Pays catalans. À la fin de l'Ancien Régime, il couvrait le comté d'Urgell et la Cerdagne ainsi que la principauté d'Andorre dont l'évêque d'Urgell est le coprince depuis 1278.
Suffragant de l'archidiocèse métropolitain de Tarragone, le diocèse d'Urgell relève de la province ecclésiastique de Tarragone.
Depuis le 25 mai 2025, Josep-Lluís Serrano Pentinat est l'évêque diocésain d'Urgell. 

## Territoire

Localisation du diocèse.

Le diocèse d'Urgell confine : au nord, avec l'archidiocèse de Toulouse, le diocèse de Pamiers et celui de Perpignan ; à l'est, avec le diocèse de Vic et celui de Solsona ; au sud, avec le diocèse précité et celui de Lérida ; et, à l'ouest, avec le diocèse précité et celui de Barbastro-Monzón.
Il couvre le nord-ouest de la communauté autonome de Catalogne, en Espagne, et l'intégralité de la principauté d'Andorre.

### Municipalités et comarques de Catalogne
En 2024, le diocèse comprend cent vingt municipalités de Catalogne :
Dix-sept municipalités sont situées dans la province civile de Gérone, à savoir : Alp, Bolvir, Campelles, Das, Fontanals de Cerdanya, Ger, Guils de Cerdanya, Isòvol, Llívia, Meranges, Pardines, Planoles, Puigcerdà, Queralbs, Ribes de Freser, Toses et Urús.
- Les cent trois autres municipalités sont situées dans la province civile de Lérida, à savoir : Abella de la Conca, Agramunt, Alàs i Cerc, Albesa, Alins, Alòs de Balaguer, Alt Àneu, Arres, Arsèguel, Artesa de Segre, Les Avellanes i Santa Linya, Baix Pallars, Balaguer, Barbens, La Baronia de Rialb, Bassella, Bausen, Bellcaire d'Urgell, Bellmunt d'Urgell, Bellver de Cerdanya, Bellvís, Es Bòrdes, Bossòst, Cabanabona, Cabó, Camarasa, Canejan, Castell de Mur, Castellserà, Cava, Coll de Nargó, Conca de Dalt, Cubells, Espot, Estamariu, Esterri d'Àneu, Esterri de Cardós, Farrera, Fígols i Alinyà, Foradada, La Fuliola, Gavet de la Conca, Gósol, La Guingueta d'Àneu, Guissona, Isona i Conca Dellà, Ivars d'Urgell, Josa i Tuixén, Les, Linyola, Lladorre, Llavorsí, Lles de Cerdanya, Llimiana, Menàrguens, Montellà i Martinet, Montferrer i Castellbò, Montgai, Naut Aran, Oliana, Oliola, Organyà, Ossó de Sió, Penelles, Peramola, El Poal, La Pobla de Segur, El Pont de Bar, Ponts, La Portella, Prats i Sansor, Preixens, Prullans, Puigverd d'Agramunt, Rialp, Ribera d'Urgellet, Riu de Cerdanya, Salàs de Pallars, Sanaüja, Sant Esteve de la Sarga, Sarroca de Bellera, Senterada, La Sentiu de Sió, La Seu d'Urgell, Soriguera, Sort, Talarn, Térmens, Tírvia, Tiurana, Tornabous, La Torre de Cabdella, Tremp, La Vall de Boí, Vall de Cardós, Vallfogona de Balaguer, Les Valls d'Aguilar, Les Valls de Valira, La Vansa i Fórnols, Vielha e Mijaran, Vilamòs, Vilanova de l'Aguda et Vilanova de Meià.

Le diocèse d'Urgell couvre ainsi l'intégralité de quatre comarques de Catalogne, à savoir : le Haut-Urgell, la (Basse-) Cerdagne, le Pallars-Supérieur et le Val d'Aran.
Il s'étend aussi sur neuf autres comarques : l'Alt Ribagorça, le Berguedà, le Nogera, le Pallars Jussà, le Pla d'Urgell, le Ripollès, le Segrià, le Segara et l'Urgell.

### Paroisses civiles de la principauté d'Andorre
Le diocèse d'Urgell comprend aussi les sept paroisses civiles de la principauté d'Andorre, à savoir : Andorre-la-Vieille, Canillo, Encamp, Escaldes-Engordany, La Massana, Ordino et Sant Julià de Lòria.

## Subdivisions
En 2024, le diocèse d'Urgell est divisé en trois cent soixante-quatre paroisses réparties entre huit archiprêtrés.
Ces archiprètrés sont :
- Val d'Aran
- Urgell Mitjà
- Pallars Sobirà
- Pallars Jussà
- Núria--Cerdagne
- Alt Urgell
- Noguera
- Vallées d'Andorra

## Histoire
Le diocèse d'Urgell est érigé au IVe siècle. Le premier évêque d'Urgell est saint Just d'Urgell. Sous le règne d'Amalaric, il participe au deuxième concile de Tolède, en 527. Il participe ensuite aux conciles de Lérida et de Valence, en 546.
Le 19 juillet 1593, le diocèse de Solsona est érigé. Le diocèse d'Urgell lui cède une partie de son territoire.
Par le traité des Pyrénées, signé le 7 novembre 1659, le roi d'Espagne, Philippe IV cède au roi de France, Louis XIV, trente-trois villages de Cerdagne. Leur liste est arrêtée par le traité de Llívia, signé le 12 novembre 1660.
En 1956, le diocèse d'Urgell gagne les seize paroisses de l'enclave d'Artesa de Segre mais cède aux diocèses de Lérida et de Barbastro les dix-neuf paroisses de la Frange d'Aragon, groupées en trois enclaves.

## Cathédrale et basiliques mineures

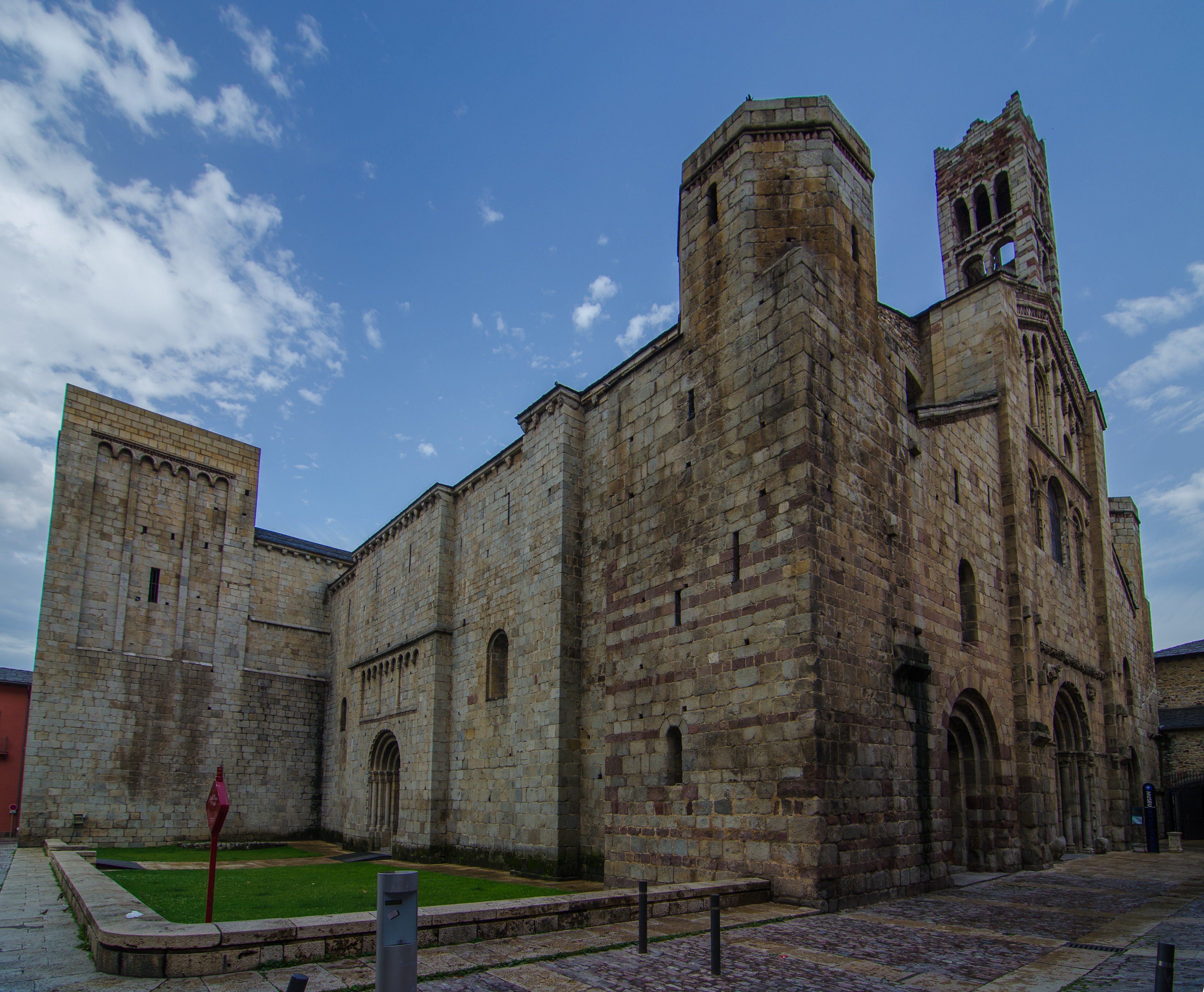
Cathédrale Sainte-Marie d'Urgell.

La cathédrale Sainte-Marie d'Urgell, dédiée à sainte Marie, est la cathédrale du diocèse et une basilique mineure.
En 2021, le diocèse compte quatre autres basiliques mineures : la basilique Santa Maria de Valldeflors à Tremp, la basilique Mare de Déu de Núria, la basilique Sant Crist de Balaguer et la basilique sanctuaire de Meritxell en Andorre.

## Autres édifices cultuels
Neuf églises du diocèse sont inscrites au patrimoine mondial de l'UNESCO :
- l'église de la Nativité de Durro[6] ;
- l'église Saint-Clément de Taüll[7] ;
- l'église Saint-Félieu de Barruera[8] ;
- l'église Saint-Jean de Boí[9] ;
- l'église Sainte-Eulalie d'Erill la Vall[10] ;
- l'église Sainte-Marie de Taüll[11] ;
- l'église Sainte-Marie de Cardet[12] ;
- l'église Sainte-Marie-de-l'Assomption de Coll de Nargó[13] ;
- l'ermitage de Saint-Cyrus de Durro[14]